# Agatha i la maledicció d'Ishtar
Agatha i la maledicció d'Ishtar (títol original en anglès, Agatha and the Curse of Ishtar) és un telefilm dramàtic britànic d'ucronia del 2019 sobre l'escriptora Agatha Christie, que es veu embolicada en un cas d'assassinat a la vida real durant un viatge a una excavació arqueològica a l'Iraq després del seu divorci. La pel·lícula es va estrenar a Channel 5 al Regne Unit el 15 de desembre de 2019, i als Estats Units a PBS el 18 de maig de 2021. El rodatge va tenir lloc a Malta i va ser dirigit per Sam Yates. S'ha doblat i subtitulat al català.

## Sinopsi
El 1928, després del seu divorci i gestionant la fama i l'èxit, Agatha Christie viatja a l'Iraq i es veu atrapada en una xarxa d'assassinats, intrigues i amor. Dos anys després del drama públic provocat per la seva desaparició durant onze dies, l'Agatha arriba a Bagdad buscant cultura i pau. En lloc d'això, troba una jove arqueòloga atractiva amb una ferida de bala, i la famosa escriptora de crims ha d'esbrinar una sèrie d'assassinats misteriosos.

## Repartiment
- Lyndsey Marshal com a Agatha Christie
- Jonah Hauer-King com a Max Mallowan
- Stanley Townsend com a Sir Constance Bernard
- Jack Deam com a Leonard Woolley
- Katherine Kingsley com a Katharine Woolley
- Waj Ali com a Ezekiel
- Rory Fleck Byrne com a Marmaduke
- Bronagh Waugh com a Lucy Bernard[4]
- Crystal Clarke com a Pearl Theroux
- Liran Nathan com a Faisal
- Walles Hamonde com a Ahkam
- Waleed Elgadi com el Doctor El-Memar
- Daniel Gosling com a Hugo

## Producció
La pel·lícula va ser creada per l'equip Tom i Emily Dalton, que també van crear L'Agatha i la veritat del crim, que va ser el programa festiu més vist de Channel 5 el 2018. Es va rodar a Malta, juntament amb Agatha i els assassinats de mitjanit.

## Rebuda
Descrit com "una delícia" per Michael Hogan a The Daily Telegraph, The Times va escriure que "el que li faltava en girs inesperats i profunditat ho compensava amb una comoditat nostàlgica i un assassinat bon i net".